# Xyletobius blackburni
Xyletobius blackburni là một loài bọ cánh cứng thuộc họ Ptinidae.